# Solms-Braunfels
Solms-Braunfels foi um condado com imediatidade imperial que se localizava na região do atual estado alemão de Hesse.
O estado surgiu de uma divisão do condado de Solms, governado pela Casa de Solms, e foi elevado a principado do Sacro Império Romano 1742. Solms-Braunfels foi dividido posteriormente em estados menores: Solms-Ottenstein em 1325, Solms-Lich em 1409, Solms-Greifenstein e Solms-Hungen em 1592. Em 1806, com a mediatização alemã, foi finalmente dividido entre a Áustria, Hesse-Darmstadt, a Prússia e Vurtemberga.
1. ↑  Büsching, Anton Friedrich (1762). «The lands belonging to the Princes of Solms». A new system of geography : in which is given a general account of the situations and limits, the manners, history, and constitution of the several kingdoms and states in the known world : and a very particular description of their subdivisions and dependencies, their cities and towns, forts, sea-ports, produce, manufactures and commerce (em inglês). Londres: A. Millar. p. 111-116. 710 páginas. ASIN B01G1C8HUU. Consultado em 9 de Fevereiro de 2017